# 강원외국어고등학교
강원외국어고등학교(江原外國語高等學校)는 대한민국 강원특별자치도 양구군 양구읍 하리에 있는 사립 외국어고등학교이다.

## 학교 연혁
- 2007년 2월 1일 : 양록학원 법인 설립 허가 및 학교 설립계획 승인
- 2009년 10월 9일 : 특수목적고 인가(학년당 5학급, 학급당 30명)
- 2010년 3월 1일 : 초대 임인순 교장 취임
- 2010년 3월 2일 : 개교식 및 제1회 입학식
- 2013년 2월 7일 : 제1회 졸업식(142명)
- 2018년 3월 6일 : 제4대 주원섭 교장 취임
- 2024년 12월 30일 : 제13회 졸업식 (80명, 누적 1,575명)
- 2025년 3월 4일 : 제16회 입학식(125명)

## 설치 학과
- 영어과
- 중국어과
- 일본어과
- 일반과

## 참고 자료
- 강원외국어고등학교 - 한국교육학술정보원 학교알리미